# Корчма "Рим"

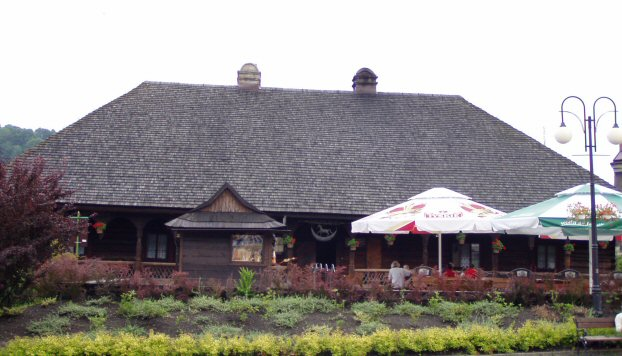
Корчма «Рим»

Корчма «Рим»  дерев'яна корчма початку XVIII ст., розташована на площі Ринек в Сухі Бескідській. Корчма розташована на стежці дерев'яної архітектури Малопольського воєводства.
Корчма була заснована на роздоріжжі, де відбувалися ярмарки після отримання привілею на організацію ярмарків. Лише пізніше це місце набуло характеру міської площі.Це одноповерхова будівля зрубної конструкції, частково на кам'яному фундаменті. Корчма накрита вальмовим, ґонтовим дахом з коником. Збудована в плані прямокутника з розмірами 27 × 19.3 м. По осі будівлі — хол (колишній проїзд, що вів до казенного будинку, де була карета для мандрівників), по боках якого — постоялі двори. Всередині балкові перекриття. Перед будівлею — аркади, огороджені дерев'яною ажурною балюстрадою. Займає 510 м² забудованої площі. Під час Другої світової війни передній фасад і боки корчми поштукатурено, а дах покритий рубероїдом.
Наприкінці 60-х років ХХ століття будівлю відремонтували, відновивши колишній вигляд. Тоді корчма отримала свою теперішню назву, посилаючись на легенду про пана Твардовського, який мав зустрітися з Мефістофелем у корчмі «Рим».

## Виноски
1. 1 2  Andrzej Siwek (2003). Staropolskie karczmy pod Babią Górą. Процитовано 22 травня 2019. {{cite web}}: Проігноровано невідомий параметр |czasopismo= (можливо, |journal=?) (довідка); Проігноровано невідомий параметр |s= (довідка); Проігноровано невідомий параметр |wolumin= (можливо, |volume=?) (довідка) Zob. s. 194.
2. Sucha Beskidzka: Karczma „Rzym” w Suchej Beskidzkiej. www.drewniana.malopolska.pl. Процитовано 28 квітня 2021.
3. Ignacy Tłoczek; (1980). Polskie Budownictwo Drewniane. ISBN 83-04-00678-2. {{cite web}}: Пропущений або порожній |url= (довідка); Проігноровано невідомий параметр |miejsce= (можливо, |location=?) (довідка); Проігноровано невідомий параметр |s= (довідка); Проігноровано невідомий параметр |wydawca= (можливо, |publisher=?) (довідка)Обслуговування CS1: Сторінки з посиланнями на джерела із зайвою пунктуацією (посилання)